# WASP-26
WASP-26 är en del av en vid dubbelstjärna belägen i den mellersta delen av stjärnbilden Valfisken. Den har en skenbar magnitud av ca 11,30 och kräver ett teleskop för att kunna observeras. Baserat på parallax enligt Gaia  Data Release 2 på ca 3,96 mas beräknas den befinna sig på ett avstånd av ca 824 ljusår (ca 253 parsec) från solen. Den rör sig bort från solen med en heliocentrisk radialhastighet av ca 9,6 km/s.

## Egenskaper
WASP-26 är en gul till vit stjärna i huvudserien av spektralklass G9 V. Den har en massa av ca 1,1 solmassa, en radie av ca 1,3 solradie och utsänder energi från dess fotosfär motsvarande ca 1,26 gånger solen vid en effektiv temperatur av ca 6&nbs000 K.
Dubbelstjärnans projicerade separation är 3 800 astronomiska enheter, följeslagaren är en röd dvärg med en effektiv temperatur av ca 4 600 K och en visuell magnitud på 13,6. WASP-26 producerar en stor mängd ultraviolett strålning på grund av frekventa utbrott, med ett genomsnittligt ultraviolett flöde nära F7-klassens huvudseriestjärna WASP-1.

## Planetsystem
Exoplaneten av "Het Jupiter"-klass, WASP-26 b, upptäcktes 2010 vid WASP-26. Planeten skulle ha en jämviktstemperatur på 1 660 ± 40 K, men uppmätta temperaturer är något högre på 1 775 K och ingen märkbar skillnad finns mellan dagsidan och nattsidan av planeten. En studie från 2011 av Rossiter-McLaughlin-effekten misslyckades med att bestämma lutningen av planetbanan till moderstjärnans ekvatorialplan på grund av högt stjärnbrus men en initial avgränsning på -34 +36−26° publicerades 2012.
| Planet | Massa          | Halv storaxel (AE) | Siderisk omloppstid (d) | Excentricitet | Inklination | Radie            |
| ------ | -------------- | ------------------ | ----------------------- | ------------- | ----------- | ---------------- |
| b      | 1,02 ± 0,03 MJ | 0,0400 ± 0,0003    | 2,75660 ± 0,00001       | 0             | 82,5 ± 0,5° | 1,216 ± 0,047 RJ |